# 浦忠成
巴蘇亞·博伊哲努台灣原住民族鄒族人，生於嘉義縣阿里山鄉特富野社。中華民國政治人物、學者，專長為臺灣原住民族文化與文學、神話與文化研究 。

現任監察院監察委員、國家人權委員會委員、國立東華大學原住民民族學院榮譽教授，曾任國立臺灣史前文化博物館館長、國立東華大學原住民民族學院院長等。

## 生平
巴蘇亞畢業於淡江大學中文系學士、國立臺灣師範大學國文研究所碩士、中國文化大學中文研究所博士為臺灣原住民族學者中第一位本土博士。
先後任教於師大附中、花蓮師院、臺北市立教育大學、國立東華大學等校。
也先後擔任行政院原住民族委員會政務副主任委員、國立臺灣史前文化博物館館長、第11、12屆考試委員、國立東華大學原住民民族學院院長、第六屆監察委員。

## 著作
- 《台灣鄒族風土神話》（臺北：臺原出版社,1993）
- 《台灣原住民的口傳文學》（臺北:常民文化，1996）
- 《庫巴之火—鄒族神話研究》（臺北:晨星出版社，1996）
- 《原住民神話與文學思考原住民（臺北：臺原出版社，1999）
- 《敘述性口傳文學的表述：台灣特富野部落文化的追溯》（台北:里仁書局，2000）
- 《思考原住民》（臺北:前衛出版社，2002）
- 《再燃庫巴之火：多元視角思考島嶼的弱勢與原住民族群》（臺北:山海文化雜誌社，2017）